# Det vackraste på jorden
Det vackraste på jorden är en svensk dramafilm från 1947 i regi av Anders Henrikson.

## Om filmen
Filmen premiärvisades 15 september 1947 på biograf Saga i Stockholm. Inspelningen skedde i AB Europa Studio i Sundbyberg av Harald Berglund med exteriörer från Stockholm. 

## Rollista i urval
- Anders Henrikson – Georg Isakson, musiker
- Marianne Löfgren – Greta Isakson, hans hustru
- Per Oscarsson – Tomas Isakson, deras son
- Erik Hell – Bengt Kahlman, maskinist
- Inger Juel – Karin Kahlman, hans hustru
- Stig Järrel – Frithiof, tobakshandlare
- Irma Christenson – Tilda, hans hustru
- Ann Westerlund – Elsa, deras dotter
- Kenne Fant – Göran Thomé
- Carl Berg – kund i tobaksaffären
- Astrid Bodin – dam i trappan
- Tore Karte – ung man på gårdsfesten
- Olle Florin – lastbilschaufför

## Filmmusik i urval
- Arabesque E-dur, kompositör Claude Debussy
- Arabesque G-dur, kompositör Claude Debussy
- Violinsonat A-dur opus 100, kompositör Johannes Brahms
- Impromptu G-dur opus 90 nr 3, kompositör Franz Schubert
- Det vackraste på jorden, kompositör och text Herbert Sandberg